# Johannes Ritter (Politiker)
Johannes Ritter (* 17. September 1827 in Leimbach im Schwalm-Eder-Kreis; † 26. Juni 1895 in Salmshausen) war ein deutscher Kommunalpolitiker und Mitglied des Kurhessischen Kommunallandtages der Provinz Hessen-Nassau.

## Leben
Johannes Ritter war der Sohn des Ackerbauern Johann George Ritter und seiner Ehefrau Anna Maria Hoos. Er übernahm den elterlichen Landwirtschaftsbetrieb in Salmshausen, engagierte sich in der Kommunalpolitik und wurde Ortsbürgermeister. 1892 erhielt er in indirekter Wahl ein Mandat für den Kommunallandtag der preußischen Provinz Hessen-Nassau. Dort war er Mitglied des Legitimationsprüfungsausschusses und blieb bis 1894 in dem Parlament.